# آتلانتیدا، اروگوئه
آتلانتیدا، اروگوئه (به اسپانیایی: Atlántida) شهری در کشور اروگوئه، استان کنلونس است که جمعیت آن در سرشماری سال ۲۰۰۴ میلادی ۴٬۵۸۰ نفر بوده‌است.